# Cappella di Sant'Uberto

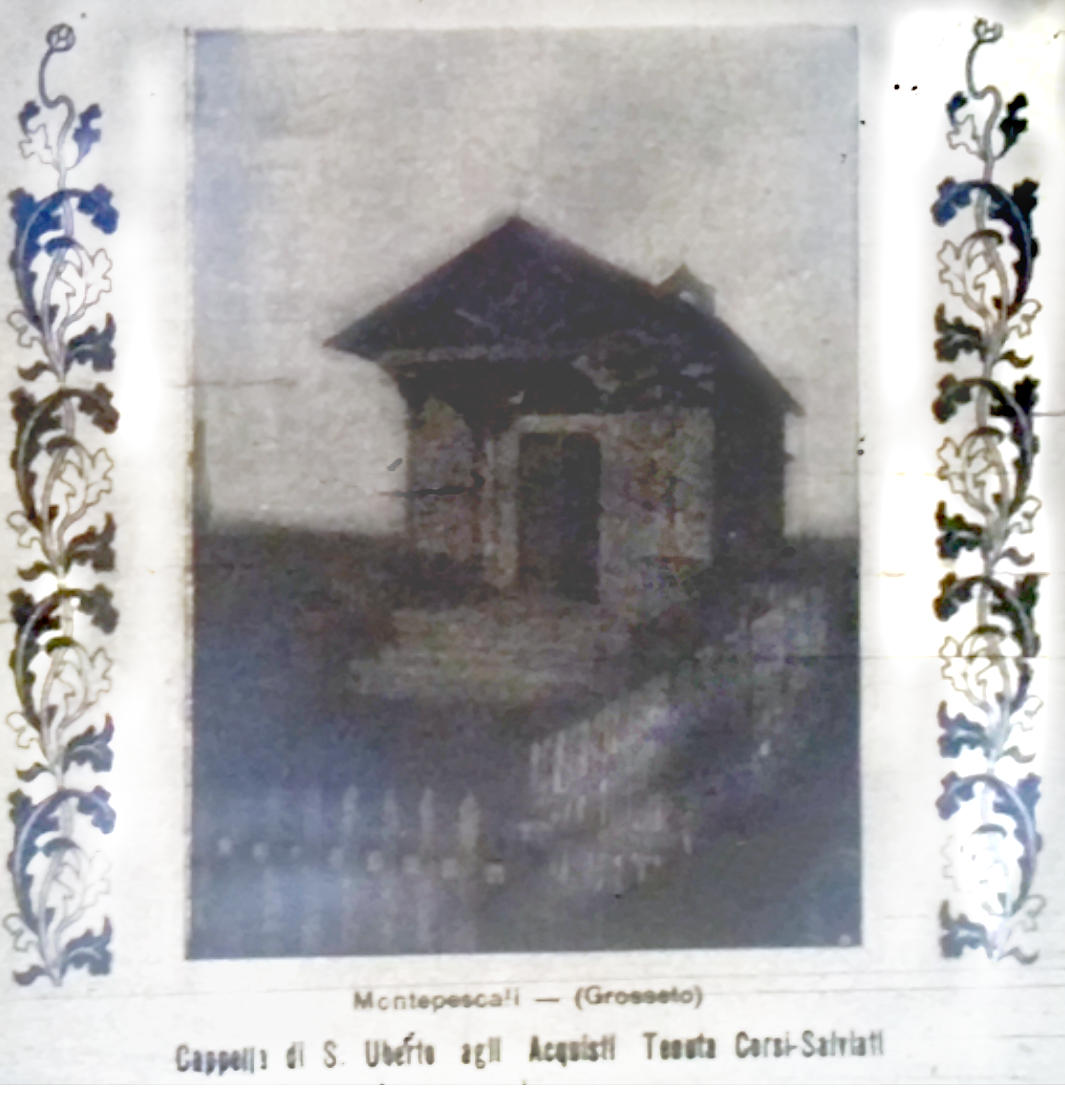
Dal Corriere di Civitavecchia e della Maremma del 17 febbraio 1907

La cappella di Sant'Uberto è un luogo di culto cattolico situato nel comune di Grosseto, presso la Fattoria Acquisti, della quale è la cappella gentilizia.

## Storia
Il piccolo edificio religioso fu costruito nel 1906 da Bardo Corsi Salviati all'interno della tenuta dove sorge la Fattoria Acquisti ed inaugurato il 5 luglio 1907.
La cappella fu voluta dai Guicciardini e dai Corsi-Salviati che, già all'epoca, possedevano la fattoria; il piccolo edificio religioso divenne il luogo di preghiera delle due famiglie che risiedevano pressoché stabilmente presso il suddetto complesso rurale.

## Descrizione
La cappella di Sant'Uberto si presenta ad aula unica, in un ottimo stato di conservazione.
La facciata è preceduta da una gradinata, che conduce al vano d'ingresso coperto da un caratteristico pronao con travi in legno, che trovano appoggio su due colonne laterali in marmo bianco a sezione circolare, munite di capitello. Entrambe le colonne si collocano, con la loro base, su altrettante balaustre perpendicolari alla facciata, rivestite in pietra nella parte centrale e in marmo bianco nella parte inferiore e in quella superiore che costituisce la base di appoggio per ciascuna colonna.
Il portale d'ingresso si apre al centro della facciata propriamente detta e si presenta architravato con arco a tutto sesto che richiama elementi stilistici neoromanici; sull'architrave sono collocati i due stemmi delle famiglie Guicciardini e Corsi-Salviati, tra i quali si trova una croce. Sia l'arco che gli stipiti del portale sono rivestiti in marmo bianco, in sintonia con le colonne e le balaustre che lo precedono lateralmente.
Le strutture murarie esterne dell'edificio religioso sono interamente rivestite in pietra, mentre sulla parte posteriore del tetto si eleva un pregevole campanile a vela in laterizio.
Bardo, il realizzatore della cappella, non riuscì ad inaugurarla, morendo il 12 febbraio 1907, cioè prima della data prevista.